# Фаларика
Фаларика (лат. falarica, phalarica) — антична зброя, спис-брандер дуже великого розміру, що застосовувався при облогах і метався з фал за допомогою спеціальних машин зі скрученими канатами. Наконечник (із заліза) був 3 фути завдовжки, його обмотували просоченою смолою паклею, котра при спуску списа підпалювалась. Руками фаларику могли метати тільки дуже сильні люди, через що фаларика у значенні ручного списа згадується лише у поетів при описі подвигів. Активно застосовувалась сагунтянами під час облоги Сагунта карфагенянами.